# 玖珠郡衆
玖珠郡衆（くすこおりしゅう）は、平安時代末期、11世紀の終わり頃に豊後の国球珠郡（ 大分県玖珠郡 ）におこった一群の武士団。
清原正高を始祖とし長野党あるいは長野十二家と呼ばれ、その支族は二十数家に分かれ二十四家とも呼ばれた。これを一般には清原一族と称し大野郡を本拠地とする大神氏、国東の紀氏、日田の大蔵氏らと共に豊後を代表する在地土豪であった。文永の役には守護大友頼泰 に従い出陣しており弘安の役の際には一族ほとんどが参戦するなど大友氏を支えた。
戦国時代にあっては玖珠衆と呼ばれ国侍の中核をなしていた。守護大友氏の治下にあっても「国侍持切りの国」といわれ隠然たる勢力を持っていた事が窺える。1586年には、島津家の侵攻を受けて角牟礼城に籠城し、守り切っている。
長きにわたり様々な運命を共にしたが、戦国末期に大友氏が滅亡すると共にその所領を失い武士団としての生命を断たれ山野に隠れ住み帰農、また他家を頼り離散するなどして史上からその姿を消した。